# 消防学院
消防學院又名消防學校，是訓練及培育消防員的地方。所有新入職的消防員均需要在此接受一定時間的訓練，才可以畢業，並且正式投入服務。現役消防員有時也會到此接受在職訓練。一些國家地區則由警察學校內設立消防相關科系、課程以培訓消防員。

## 例子
- 中华人民共和国：中国消防救援学院
- 香港特別行政區：消防及救護學院
- 中華民國：內政部消防署訓練中心
- 日本：消防大學校（日语：消防大学校）
- 韓國：中央消防學校（朝鲜语：중앙소방학교 (대한민국)）

## 外部連結
香港便覽-消防事務。